# Storfläckig kungsnattslända
Storfläckig kungsnattslända (Semblis phalaenoides) är en art i insektsordningen nattsländor. Som fullbildad insekt, imago, har den svart kropp och svartfläckiga, gulvita vingar. Ett kännetecken för den storfläckiga kungsnattsländan, som skiljer den från den närbesläktade  småfläckiga kungsnattsländan, är att dess bakvingar har ett tydligt svart band längs bakkanten.
Larven, som kan bli upp till 45 millimeter lång, bygger liksom många andra nattsländors larver ett skyddande hölje som brukar kallas för ett hus. I den storfläckiga kungsnattsländans fall består detta av tilltuggade växtdelar och kan bli upp till 70 millimeter långt.
Den storfläckiga kungsnattsländan finns i norra och centrala Europa, samt i västra, norra och centrala Ryssland, Mongoliet, norra Kina, Korea och Japan. I Sverige finns den från Dalälven och norrut till Norrbotten. Den är klassad som missgynnad av Artdatabanken och hotas bland annat av försurning och skogsbruk nära de vattendrag som den lever vid.